# Bank (Hampshire)
Pour les articles homonymes, voir Bank.
Bank est un village anglais du comté (county) de Hampshire. L'agglomération se trouve dans la paroisse civile de Lyndhurst dans la New Forest et se situe approximativement à 8 milles (12,9 km) de Ringwood et Southampton. 
Il possède une auberge et environ 30 logements distincts.

## Vue d'ensemble
Le village se situe au sud-ouest de Lyndhurst et au sud de la route  principale A35, qui traverse la New Forest. 
Il est délimité par des bois ou des pâturages sauf à l'est où se trouvent des terres arables et l'ancien parc du domaine de Cuffnells.
Le hameau est un mélange éclectique d'anciens cottages ouvriers et de bâtiments de haut standing construits par des propriétaires au XIXe siècle, à la recherche de résidences de campagne.
Le hameau ne dispose d'aucune installation communautaire autre que le Oak Inn, une auberge.

## Toponymie
Le nom d'origine était apparemment "Rivage Annis".

## Histoire
Avant 1066, Bolla possédait les lieux depuis Édouard le Confesseur.
Bank était l'un des 51 manoirs tenus par Waleran le chasseur, tel qu'il était enregistré dans le Domesday Book de 1086.
Gritnam est également mentionné en 1300 comme Grettenhamdune (c'est-à-dire Gritnam down). Le nom pourrait signifier "le lieu graveleux" ou" la grande propriété familiale ".
Le village de Bank semble créé au XVIe siècle, en tant qu'empiétement sur la forêt. 
Le plus ancien bâtiment existant est le Japonica Cottage, qui date du XVIe siècle. L'ancien cottage date du XVIIe siècle, mais il est aujourd'hui dominé par une aile du XXe siècle.
À l'est de Bank, s'étalent les grands domaines du XVIIIe siècle : Cuffnells et Wilverley et les habitants de Bank ont peut-être été impliqués dans l'entretien de ces deux grands domaines et de leurs fermes associées.
The Oak Inn est un bâtiment de briques peintes de deux étages datant du XVIIIe siècle qui pourrait avoir été une cidrerie au XVIIIe siècle.
A proximité se trouve un petit groupe de chalets qui porte le nom de Gritnam. Il est probable que Gritnam soit le lieu enregistré dans le Domesday Book de 1086 sous le nom de "Greteha",.

## Personnalités locales
Le célèbre chasseur de serpents ((en) snakecatcher) Brusher Mills, de New Forest, aurait vécu dans une charbonnière, ancienne loge de charbonnier, à la limite du bois de Gritnam voisin, vers 1895.
Le  membre du Parlement, Robert John Price du Parti libéral, a été résident à Bank tout comme le député libéral John F. Moulton quand il entra dans la Chambre des Lords en 1912 et prit le titre de "Baron Moulton de Bank".
Plusieurs personnalités littéraires ont habité à Bank. 
Mary Elizabeth Braddon, auteur du roman à sensation, Lady Audley's Secret, a construit Annesley House, avec son mari, dans les années 1880. Ils l'ont utilisée comme maison de campagne, tout en conservant une résidence principale à Richmond. 
Son fils, le romancier W. B. Maxwell, y a également séjourné quand il était jeune homme. La maison a ensuite été utilisée comme foyer pour enfants Barnardo's.
À Noël et au Nouvel An, 1904-1905, Virginia Woolf a séjourné à Lane End House, à Bank, avec sa sœur et ses deux frères. 
Plus tard, Rupert Brooke a séjourné dans un cottage appelé Beech Shade à Gritnam. Il écrira à son ami Bryn Olivier à propos de son rétablissement après une dépression à Bank :
 Ensuite, il y avait Bank, Bryn. Pendant trois mois entiers, j'ai été une épave, malade, malheureux comme je ne pensais pas possible. Et puis, en quelques jours, tout a complètement disparu, et - oh! comme Bank était admirable ! - Je pense que je ne pourrai jamais  te dire ce que la beauté est pour moi - la beauté physique -, la voir malgré tous les affamés qui viennent ici. 